# Shocking Blue
Shocking Blue var en popgrupp från Haag i Nederländerna bildad 1967. Gruppen fick en stor hit år 1969 med Venus. (Låten blev även en stor hit för Bananarama när de gjorde en cover på den på 1980-talet.) Andra låtar som nådde topplistorna var Mighty Joe, Never Marry a Railroad Man, Inkpot, Hello Darkness, Send Me a Postcard och Long and Lonesome Road.
Gruppen upplöstes 1974. Robbie van Leeuwen (f. 1944) som varit dess framgångsrike låtskrivare och så kallade musikaliska motor, startade då den ganska kortlivade gruppen Galaxy Lin, med möjlighet att själv sjunga mer. Succén uteblev och 1977 startade han gruppen Mistral, som fick tre smärre hits men inte i närheten av vad Shocking Blue haft. Han drog sig till stor del tillbaka från musiken.
1993 drog sångerskan Mariska Veres igång Shocking Blue igen; dock utan några av de övriga ursprungliga bandmedlemmarna. Robbie van Leeuwen gav Mariska tillstånd att använda namnet "Shocking Blue" på hennes grupp och producerade även deras CD-singel Body & Soul, som släpptes 1994. Gruppen framträdde under många festivaler, speciellt i Tyskland.
Ett flertal återutgivningar av Shocking Blues hits från tidigt 70-tal, då man sålde 14 miljoner skivor, har gjorts. Massmediala rykten om möjlig återförening strax in på 2000-talet visade sig ogrundade och upphörde givetvis när Mariska 2006, vid 59 års ålder, avled i cancer. Av den legendariska gruppen är van Leeuwen numera den ende ännu levande.

## Medlemmar
- Mariska Veres (sång)
- Robbie van Leeuwen (gitarr)
- Klaasje van der Wal (bas)
- Cor van der Beek (trummor)